# Origny-le-Butin
Origny-le-Butin foi uma comuna francesa na região administrativa da Normandia, no departamento Orne. Estendia-se por uma área de 4,57 km². Em 2010 a comuna tinha 120 habitantes (densidade: 26,3 hab./km²).
Em 1 de janeiro de 2017, passou a formar parte da nova comuna de Belforêt-en-Perche.